# Anomala resplendens
Anomala resplendens är en skalbaggsart som beskrevs av Fahraeus 1857. Anomala resplendens ingår i släktet Anomala och familjen Rutelidae. Inga underarter finns listade i Catalogue of Life.